# تشاك جاكسون (مغني)
تشاك جاكسون (بالإنجليزية: Chuck Jackson)‏ هو مغني أمريكي، ولد في 22 يوليو 1937 في لاتا في الولايات المتحدة.

## وصلات خارجية
- تشاك جاكسون على موقع IMDb (الإنجليزية)
- تشاك جاكسون على موقع ميوزك برينز (الإنجليزية)
- تشاك جاكسون على موقع أول ميوزيك (الإنجليزية)
- تشاك جاكسون على موقع ديسكوغز (الإنجليزية)